# Pod suspendat

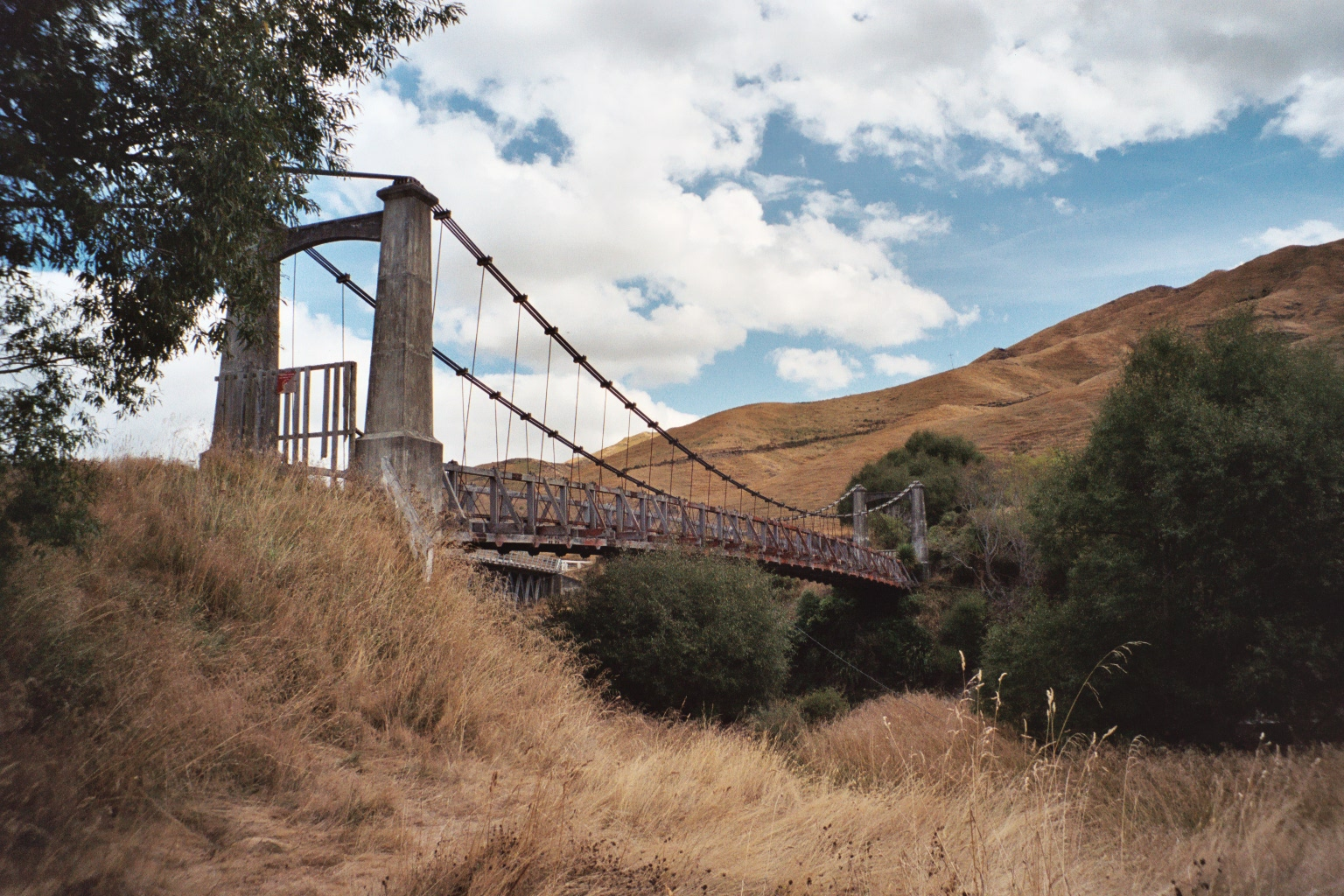
Podul Suspendat Springvale, din regiunea Manawatu-Wanganui, Noua Zeelandă

Podurile suspendate sunt lucrări de înaltă tehnică ce constau într-un arc de oțel susținut de cabluri de oțel la o mare înălțime deasupra apei, de doi stâlpi de dimensiuni considerabile (100 - 210 m înălțime).  Aceste structuri se deosebesc de podurile clasice prin estetică, flexibilitate și rezistență ceea ce la face să aibă lungimi cuprinse între 600 de metri și peste 2100 de metri. De asemenea podurile suspendate au costuri de construcție și administrare foarte ridicate. Dacă înainte de 1945 asemenea poduri se întâlneau numai în Statele Unite, în prezent sunt prezente și în alte țări. În statistica internațională se ia în considerare deschiderea între stâlpii de susținere, atunci când se face o clasificare a acestor construcții.

## Istorie
Primele podurile suspendate au fost descoperite în China și în Tibet încă din 285 îH și erau realizate din funii din plante agățătoare (gen Viță de vie), ajutând oamenii să traverseze un obstacol. Șapte poduri de acest tip au fost construite în China în 95 îH la Chengdu de către Li Bing.

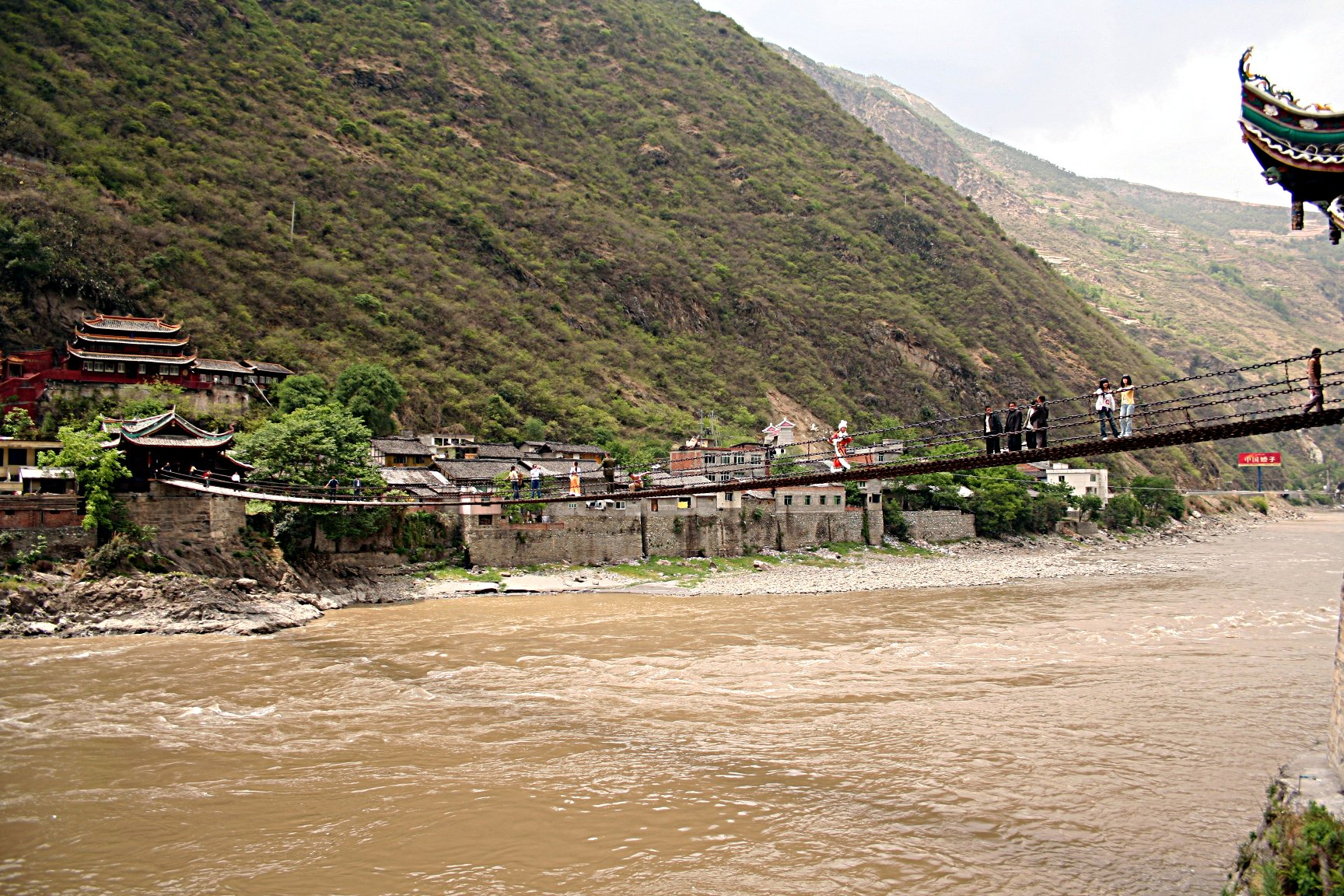
Podul Luding - situat în vestul provinciei Sichuan, China

Poduri suspendate au fost descoperite și în America Centrală și de Sud. În secolul al XIV-lea, incașii, au construit pe teritoriul lor, poduri suspendate pentru a putea traversa văile înguste și abrupte ale munților Anzi. Acestea erau construite din frânghii înnodate. Au mai fost descoperite poduri suspendate în vecinătatea orașului mayaș Yaxchilán, construite pe la sfârșitul secolului al VII-lea de către Imperiul Mayași. 
Primele poduri suspendate la care s-au folosit lanțuri din fier au fost găsite în China și Himalaya, însă nu s-a stabilit încă perioada. Un exemplu, este Podul Luding, care datează din 1703, acesta are o lungime de 100 m, având lanțuri de fier. Mai multe poduri de acest gen au fost construite de călugărul tibetan Thang-stong rGyal-Po, acesta a ridicat astfel de structuri în secolul al XV-lea în Tibet, Bhutan și Chuka.
Primele schițe ale unui pod suspendat au fost realizate de inventatorul croat Faust Vrančić, și publicate în anul 1595 în cartea sa "Mașini Noii". Erau prezentate două variante, o structură din lemn și frânghie, iar cea de-a doua variantă un pod suspendat realizat din cabluri și lanțuri de fier.

## Cele mai mari poduri suspendate
|  | Poziția                                            | Numele                   | Locația                                                      | Mărimea (m)   | Inaugurat |
|  | -------------------------------------------------- | ------------------------ | ------------------------------------------------------------ | ------------- | --------- |
|  | Arhivat în 26 septembrie 2007, la Wayback Machine. | Podul Akashi-Kaikyo      | Strâmtoarea Akashi (între insulele Honshu și Awaji), Japonia | 1,991         | 1998      |
|  | Arhivat în 16 iulie 2012, la Wayback Machine.      | Podul Great Belt         | Halsskov-Sprogø, Danemarca                                   | 1,624         | 1998      |
|  | *                                                  | Podul Runyang            | Râul Yangtze, China                                          | 1,490         | 2005      |
|  |                                                    | Podul Humber             | Barton-upon-Humber, Marea Britanie                           | 1,410         | 1981      |
|  | *                                                  | Podul Suspendat Jiangyin | Yangtze River, China                                         | 1,385         | 1999      |
|  |                                                    | Podul Tsing Ma           | Lantau Island, Hong Kong                                     | 1,377 (4,518) | 1997      |
|  | Arhivat în 18 decembrie 2008, la Wayback Machine.  | Podul Verrazano-Narrows  | New York City (Brooklyn–Insula Staten), SUA                  | 1,298         | 1964      |
|  | Arhivat în 10 august 2012, la Wayback Machine.     | Podul Golden Gate        | San Francisco-Marin County, CA, SUA                          | 1,280         | 1937      |
|  |                                                    | Högakustenbron           | Râul Ångermanälven, Suedia                                   | 1,210         | 1997      |